# Ангилберт
Свети Ангилберт (на немски: Angilbert, Engelbert; * ок. 740, Аахен, Франска държава; † 18 февруари 814, Сен-Рикие, Пикардия) е дворцов каплан, дипломат и поет в двора на император Карл Велики, където има името „Омир“ („Homer“). След смъртта му той е Светия и се чества на 18 февруари.

## Живот
Той е благородник от училището на фракския двор като ученик на Алкуин. Карл Велики го прави абат на бенедиктанското абатство Кентула (Сен-Рикие) при Абвил в Пикардия в днешна Франция. Той се занимава с дипломатическите изпращания до папата.
Дъщерята на император Карл, Берта, е негова любовница, с която има двама сина: Харнид и историкът Нитхард.
От Ангилберт са запазени множество латински лирически стихотворения и той се смята също за биограф на императора. Стихотворенията на Ангилберт са издадени в Monumenta Germaniae Historica от Ернст Лудвиг Дюмлер.